# Denis Le Vot
Denis Le Vot est un dirigeant de Renault Group. Il est né en 1965 à Landivisiau, a fait ses études à l’École des Mines de Paris, puis est entré chez Renault en 1990. Il a effectué toute sa carrière au sein du groupe Renault et de l’Alliance Renault-Nissan-Mitsubishi. Le 1er janvier 2021, il est nommé à la tête des marques Dacia et Lada par le directeur général de Renault Group, Luca de Meo.

## Biographie

### Formation
Denis Le Vot est diplômé de l’École des Mines de Paris et de l’Harvard Business School (Advanced Management Program, Business Administration and Management).

### Carrière

#### Débuts chez Renault
Denis Le Vot entame sa carrière professionnelle chez Renault en 1990 à la Direction Commerciale au sein de la Direction des Affaires Internationales.
Entre 1990 et 2018, il occupe plusieurs postes de direction dans les secteurs de l’après-vente, des ventes, du marketing pour Renault en France, en Russie, en Belgique et dans la région Eurasie.

#### Au sein de l'Alliance
Le 1er janvier 2018, Denis Le Vot est nommé directeur général et président de Nissan Amérique du Nord. En avril 2019, il devient directeur de la Division Véhicules Utilitaires de l’Alliance.

#### Retour dans le Groupe Renault
En janvier 2020, Denis Le Vot est nommé directeur Régions, Commerce et Marketing pour le groupe Renault.
Le 1er janvier 2021, Denis Le Vot devient directeur général des marques Dacia & Lada dans le cadre de la réorganisation de Renault Group orchestrée par Luca de Meo, le nouveau directeur général du groupe.
Un des objectifs de Denis Le Vot dans ses nouvelles fonctions est d’améliorer la productivité et la rentabilité des deux marques et de les mener au-delà de leurs périmètres de l’époque en termes de marchés et de segments.
En 2022, il doit piloter la vente de Lada et le retrait de Russie à la suite de la guerre en Ukraine.
Denis Le Vot est élu « Homme de l’Année 2023 » par un jury de journalistes spécialisés réuni par le Journal de l’Automobile. En recevant le prix des mains de Louis Schweitzer, l’homme qui a ressuscité Dacia, Denis Le Vot réaffirme les ambitions de la marque.
Au Mondial de l’Automobile 2024, Denis Le Vot présente le Bigster, premier SUV du segment C de Dacia, confirme la stratégie de mobilité pour tous de Dacia, y compris avec des modèles électriques abordables.
En 2025, suite au départ de Luca de Meo, il est pressenti pour le remplacer à la tête du groupe.